# Capacete motociclístico

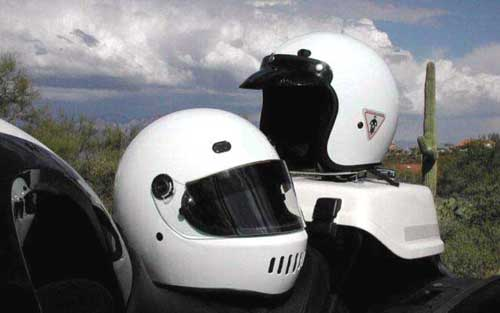
Dois capacetes para motociclismo, um aberto e um fechado

Um capacete motociclístico é um tipo de proteção utilizado na cabeça por condutores e passageiros de motocicletas. Tem a finalidade principal de proteger a calota craniana dos ocupantes do veículo em caso de impacto, prevenindo ou reduzindo os danos e as lesões que poderiam ser causadas, além de proteger os olhos ao pilotar em velocidade e prover conforto contra frio e chuva, podendo salvar vidas. O capacete motociclístico deve ser calçado e fixado na cabeça do usuário de forma que fique firme.
Alguns capacetes motociclísticos provêem adicionais conveniências, tais como ventilação adicional, proteções faciais, protetores de ouvidos, rádios comunicadores e, eventualmente, suporte acoplado para equipamento de hidratação do condutor.

## Origem

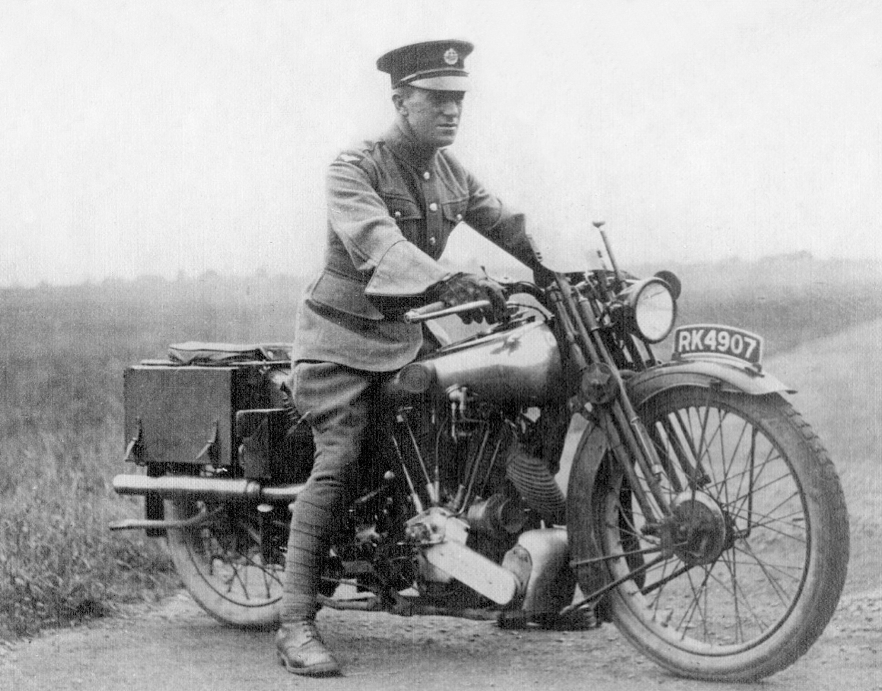
Lawrence da Arabia em uma Brough Superior SS100 sem capacete como era comum naquela época

T.E. Lawrence (conhecido como Lawrence da Arábia) teve um acidente em uma Brough Superior SS100 em uma estreita estrada perto de sua casa de campo em Wareham. O acidente ocorreu por causa de uma depressão na estrada, que deixou obstruída sua visão de dois garotos de bicicletas. Ao tentar desviar-se deles, Lawrence perdeu o controle e foi jogado por cima do guidão. Ele não estava usando um capacete, e por isso sofreu graves lesões na cabeça que o deixaram em coma, vindo a falecer depois de seis dias no hospital. Um dos médicos que o atendeu foi o neurocirurgião Hugh Cairns, que consequentemente começou um longo estudo sobre o que ele chamava de perda desnecessária de vidas de pilotos de motocicleta por meio de ferimentos na cabeça. A pesquisa de Cairns conduziu ao uso do capacete por motociclistas militares e civis.

## Leis, normas e padrões
Os capacetes motociclísticos reduzem significativamente as lesões corporais e mortes em acidentes envolvendo motocicletas, assim, muitos países têm leis que exigem requisitos mínimos aceitáveis para que um capacete seja usado por motociclistas. Essas leis variam consideravelmente entre os países, muitas vezes isentando o uso de capacetes por ciclomotores e outras motos de pequena cilindrada.
Em alguns países, mais notadamente o Estados Unidos, há alguma oposição ao uso obrigatório do capacete (ver Helmet Law Defense League). Nem todos os estados tem uma lei para o uso obrigatório do capacete.
Em todo o mundo, muitos países têm definido seus próprios conjuntos de padrões que são utilizados para avaliar a eficácia de um capacete motociclístico em um acidente, e assim, definir o padrão mínimo aceitável.
Entre eles estão:
- AS 1698 (Austrália)
- NBR/ABNT 7471 (Brasil)
- CSA CAN3-D230-M85 (Canadá)
- SNI (Indonésia)
- JIS T8133 (Japão)
- NZ 5430 (Nova Zelândia)
- IS 4151 (Índia)
- ECE 22.05 (Europa) [4]
- DOT FMVSS 218 (E.U.A.)[5]
- Snell M 2005 "2005 Helmet Standard For Use in Motorcycling"

A Snell Memorial Foundation desenvolveu requisitos mais rigorosos e procedimentos próprios para ensaios de capacetes motociclísticos destinados a corridas, bem como para os capacetes destinados a outras atividades (por exemplo, corrida de arrancada, ciclismo, equitação). Muitos pilotos norte americanos consideram a certificação Snell um benefício a se considerar na hora de se comprar um capacete, porém outros consideram que suas normas permitem que uma maior força (g) seja transferida para a cabeça do usuário, diferentemente de um capacete padrão do DOT (padrão norte americano). No entanto, a norma DOT não testa a proteção de queixo dos capacetes, enquanto as normas Snell e a ECE as testam. Um capacete motociclístico com um padrão irá proporcionar uma proteção mais ampla que um capacete que não tem nenhum tipo padrão.
No Reino Unido, a Auto-Cycle Union (ACU), define um padrão mais rigoroso para as corridas do que a especificação mínima legal do ECE 22.05 . Apenas capacetes com uma listra dourada da ACU têm permissão para ser usados em competição ou em dias de treinamentos. Muitos motociclistas do Reino Unido escolhem capacetes com a listra dourada da ACU para o uso no dia-a-dia do trânsito das cidades.

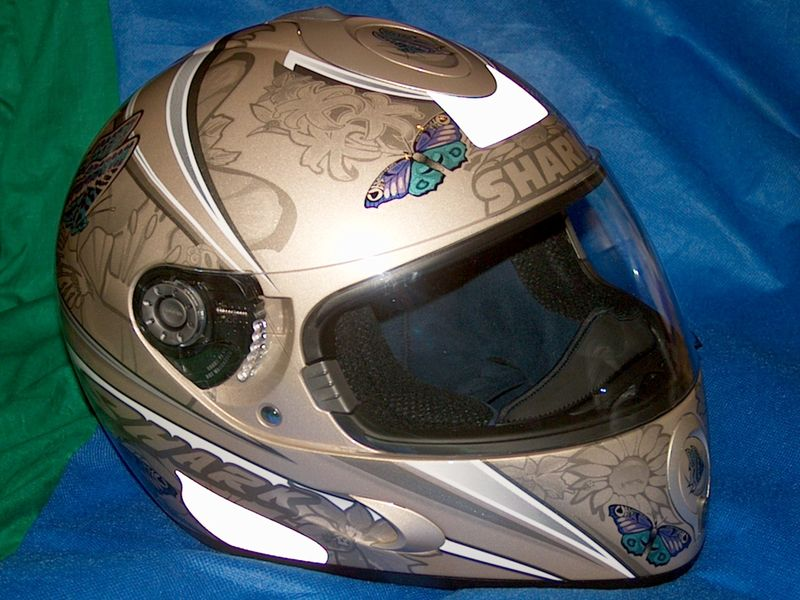
Estado de um capacete novo
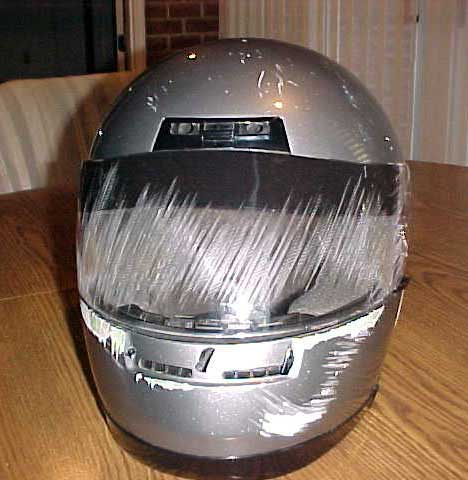
Estado de um capacete após um acidente

## Modalidades
Existem diversas modalidade e tipos de capacetes, entre eles:
- Capacetes abertos, isto é, que não oferecem proteção para o queixo;
- Capacetes fechados, nos quais o casco segue abaixo da viseira, protegendo o queixo;
- Capacetes articulados, em que a proteção para o queixo é removível (conhecido no Brasil como Robocop e utilizado pela ROCAM);
- Capacetes para off-road, que têm a proteção sobre o queixo mas não têm viseira, devendo ser utilizados em conjunto com óculos de segurança.

No Brasil, todos os capacetes para motociclismo devem ser certificados pelo Inmetro, e conter etiqueta com sua data de fabricação (capacetes devem ser descartados após três anos de fabricação, independentemente de terem sido usados pois, devido ao desgaste do material, deixam de oferecer a segurança necessária). O uso do capacete é obrigatório em todo o país.
Além desses, é também bastante comum o uso, principalmente por usuários de motos custom, do capacete estilo coquinho ou peruzinho, que cobre apenas a parte superior da cabeça, não tendo viseira nem qualquer proteção abaixo da linha da orelha. O uso desses capacetes por motociclistas é ilegal, pois o coquinho não oferece a proteção necessária.
Há diversos fabricantes de capacetes para motociclismo no Brasil e também grande oferta de capacetes importados. Algumas marcas conhecidas: Shoei, Arai, Bieffe, VAZ, Taurus, CMS, Shark, EBF, Peels, LS2, Bell, Fly, Fox , [|Pro Tork], Bieffe e Vallen.

## Como escolher o tamanho do capacete
Pode parecer uma dúvida pequena, mais segundo a OnMoto 80% dos motociclistas, não sabem o tamanho de seu capacete na hora de adquirir um novo modelo, comprar um capacete que fique fixo a sua cabeça reduz muito o risco de lesões ou desprendimento do capacete em algum acidente.
Atualmente o mercado apresenta centenas de modelos das mais diversas marcas de capacetes, seus forros são feitos na medida levantada com base em uma média mundial de crânios, portanto a variação de tamanho de uma marca a outra fica a menos de um cm.
Utilize uma fita métrica para medir em torno da circunferência da cabeça, acima das orelhas e das  sobrancelhas, compare a medida com a tabela acima e verifique o tamanho de seu capacete ideal.
| Cm              | 53 | 54 | 55 | 56 | 57 | 58 | 59 | 60 | 61 | 62 | 63  | 64  | 65   | 66   |
| --------------- | -- | -- | -- | -- | -- | -- | -- | -- | -- | -- | --- | --- | ---- | ---- |
| Tamanho Brasil  | PP | PP | P  | P  | M  | M  | G  | G  | GG | GG | 3GG | 3GG | 4GG  | 4GG  |
| Tamanho Mundial | XS | XS | S  | S  | M  | M  | L  | L  | XL | XL | XXL | XXL | XXXL | XXXL |